# Amalocichla
Az Amalocichla  a madarak osztályának verébalakúak (Passeriformes) rendjébe és a cinegelégykapó-félék (Petroicidae) családjába tartozó nem.

## Rendszerezésük
A nemet Charles Walter De Vis írta le 1892-ben, az alábbi 2 faj tartozik ide:
- Amalocichla sclateriana
- Amalocichla incerta

## Előfordulásuk
Új-Guinea szigetén, Indonézia és Pápua Új-Guinea területén honosak. Természetes élőhelyeik a szubtrópusi vagy trópusi esőerdők. Állandó, nem vonuló fajok.

## Megjelenésük
Testhosszuk 14-20 centiméter közötti.

## Életmódjuk
Ízeltlábúakkal táplálkoznak.